# 1. Līga 1996
La 1. Līga 1996 è stata la 5ª edizione della seconda divisione del calcio lettone dalla ritrovata indipendenza.  Il Vecriga Rīga ha vinto il campionato ottenendo la promozione in massima serie, insieme al Valmiera (quest'ultima dopo playoff).

## Stagione

### Formula
Le 13 squadre partecipanti si affrontavano in gironi di andata e ritorno per un totale di 24 incontri per squadra. La vincitrice veniva promossa in Virslīga 1997, mentre le squadre classificate agli ultimi due posti erano retrocesse in 2. Līga; la seconda classificata giocava un playoff promozione /retrocessione contro la nona classificata del girone retrocessione di Virslīga 1996, con gare di andata e ritorno.
Erano assegnati tre punti per la vittoria, uno per il pareggio e zero per la sconfitta.

## Squadre partecipanti
| Club               | Città      | Stagione precedente                               |
| ------------------ | ---------- | ------------------------------------------------- |
| ASK/Flaminko Rīga  | Rīga       | ?                                                 |
| AVV-LSPA Rīga      | Rīga       | 5° in 1. Līga                                     |
| Daugava-Juniors    | Rīga       | 6° in 1. Līga                                     |
| Jekabpils Vide     | ?          | 11° in 1. Līga, retrocesso e in seguito riammesso |
| Kolons             | Rēzekne    | ?                                                 |
| Nafta Ventspils    | Ventspils  | ?                                                 |
| Jaunība Daugavpils | Daugavpils | 3° in 1. Līga                                     |
| Latgale Daugavpils | Daugavpils | 4° in 1. Līga                                     |
| Liepaja-Inta       | Liepāja    | 9° in 1. Līga                                     |
| Ofriss/Juniors     | Rīga       | ?                                                 |
| Valmiera           | Valmiera   | 7° in 1. Līga                                     |
| Vecriga Rīga       | Rīga       | ?                                                 |
| Venta              | Ventspils  | 6° in 1. Līga                                     |

## Classifica finale
|  | Pos. | Squadra            | Pt | G  | V  | N | P  | GF | GS | DR  |
|  | ---- | ------------------ | -- | -- | -- | - | -- | -- | -- | --- |
|  | 1.   | Vecriga Rīga       | 60 | 24 | 19 | 3 | 2  | 61 | 16 | +45 |
|  | 2.   | Valmiera           | 54 | 24 | 17 | 3 | 4  | 56 | 17 | +39 |
|  | 3.   | ASK/Flaminko Rīga  | 50 | 24 | 15 | 5 | 4  | 56 | 23 | +33 |
|  | 4.   | Nafta Ventspils    | 42 | 24 | 13 | 3 | 8  | 41 | 40 | +1  |
|  | 5.   | AVV-LSPA Rīga      | 39 | 24 | 12 | 3 | 9  | 50 | 25 | +25 |
|  | 6.   | Daugava Juniors    | 39 | 24 | 12 | 3 | 9  | 40 | 30 | +10 |
|  | 7.   | Venta              | 39 | 24 | 12 | 3 | 9  | 41 | 32 | +9  |
|  | 8.   | Kolons             | 30 | 24 | 8  | 6 | 10 | 36 | 36 | +0  |
|  | 9.   | Liepaja-Inta       | 26 | 24 | 8  | 2 | 14 | 30 | 46 | -16 |
|  | 10.  | Ofriss/Juniors     | 23 | 24 | 7  | 2 | 15 | 38 | 63 | -25 |
|  | 11.  | Jaunība Daugavpils | 20 | 24 | 6  | 2 | 16 | 27 | 51 | -24 |
|  | 12.  | Latgale Daugavpils | 14 | 24 | 4  | 2 | 18 | 19 | 69 | -50 |
|  | 13.  | Jekabpils          | 13 | 24 | 4  | 1 | 19 | 24 | 71 | -47 |

## Verdetti finali
- Vecriga promosso in Virslīga 1997.
- Valmiera ammesso ai playoff e in seguito promosso in Virslīga 1997.
- Latgale Daugavpils e Jekabpils retrocesse in 2. Līga.